# Ozyptila confluens
Espèce
Synonymes
- Xysticus confluens C. L. Koch, 1845
- Xysticus gratus Thorell, 1875
- Ozyptila guttulata Pavesi, 1876
- Ozyptila strandi Kolosváry, 1939

Ozyptila confluens est une espèce d'araignées aranéomorphes de la famille des Thomisidae.

## Distribution
Cette espèce se rencontre en Europe du Sud et en Syrie.

## Description
La femelle mesure 5,5 mm.

## Publication originale
- C. L. Koch, 1845 : Die Arachniden. Nürnberg, C.H. Zeh’sche Buchhandlung, vol. 12, p. 1–166 (texte intégral).